# Saison 1972-1973 du Benfica Lisbonne
Maillots
Dernière mise à jour : 22 juillet 2011.
Chronologie
Saison précédente Saison suivante
La saison 1972-1973 du Sport Lisboa e Benfica est la trente-huitième saison du club lisboète en championnat du Portugal de I Divisão, sommet de la hiérarchie du football portugais depuis l'introduction du professionnalisme en 1934. Cette saison est historique, puisque le Benfica Lisbonne rentre dans l'histoire en étant le premier club portugais à remporter un championnat avec 28 victoires sur 30, deux matchs nuls et aucune défaite.
Le propriétaire du club n'est autre que le président Duarte Coutinho qui poursuit sa 4e saison en tant que président du club. L'équipe est dirigée par l'entraîneur anglais Jimmy Hagan, qui concède sa troisième saison avec le club des Aigles, et aussi la dernière. Il tient dans ses rangs également l'adjoint Fernando Cabrita en provenance la saison passée de l'União de Tomar, qui officiait en tant qu'entraîneur principal. Cet entraîneur rejoint le Benfica après de nombreuses années passées en tant qu'entraîneur de l'équipe réserve, ou en tant qu'entraîneur adjoint de l'équipe première, entre les années 1961 et 1970.

## Avant-saison

### Mercato
Le Benfica Lisbonne na pas beaucoup recruter pendant le début de la saison 1972-1973. L'équipe a garder la même équipe pratiquement, une équipe de vainqueurs qui se répète encore cette année avec beaucoup de succès au niveau national.
Après le départ de João Fonseca prêté au club de Leixões, les Aigles se renforce comme doublure le gardien de Barreirense, Manuel Bento. Les deux autres arrivées ne sont autre que, le retour de Augusto Matine de retour au club après une saison passée avec le Vitória Setúbal. L'autre renfort n'est autre que Nelinho qui a pratiqué une grande saison le jeune attaquant, en marquant huit buts avec le club de Beira-Mar. Il y a également trois nouveaux joueurs promus de l'équipe junior, António Fidalgo (gardien), António Bastos Lopes (défenseur) et le milieu Shéu.
En manque de jeu depuis de nombreuses saison António Barros, le défenseur droit part rejoindre l'União de Coimbra afin d'être titulaire et montrer sa valeur. Un autre défenseur prend son envol cette fois pour un autre club de Lisbonne, le défenseur Zeca part afin d'avoir une place de titulaire avec les Canaris. Le jeune milieu Eurico Caires, après une première saison avec les professionnels, part dans le club du Beira-Mar afin de remplacer Nelinho qui part au Benfica. Le dernier joueur, n'est autre qu'un attaquant, N'Habola qui quitte le club vers une destination inconnue.
Les Aigles du Benfica Lisbonne ont dominé toute leur saison avec pratiquement aucune défaite en championnat. Le club n'a pas recruter, ni vendu aucun joueurs pour le mercato d'hiver. Le club a gardé la même équipe qu'elle a aligné au début de la saison.
| Transferts           |             |                     |         |                        |           |
| Nom                  | Nationalité | Transfert           | Montant | Provenance/Destination | Division  |
| Arrivées             |             |                     |         |                        |           |
| Manuel Bento         | Portugal    | Transfert           | inconnu | FC Barreirense         | I Divisão |
| Augusto Matine       | Portugal    | Transfert           | inconnu | Vitória Setúbal        | I Divisão |
| Nelinho              | Portugal    | Transfert           | inconnu | SC Beira-Mar           | I Divisão |
| António Fidalgo      | Portugal    | Premier contrat pro |         |                        |           |
| António Bastos Lopes | Portugal    | Premier contrat pro |         |                        |           |
| Shéu                 | Portugal    | Premier contrat pro |         |                        |           |
| Départs              |             |                     |         |                        |           |
| António Barros       | Portugal    | Transfert           | inconnu | União de Coimbra       | I Divisão |
| Zeca                 | Portugal    | Transfert           | inconnu | Atlético               | I Divisão |
| Eurico Caires        | Portugal    | Transfert           | inconnu | SC Beira-Mar           | I Divisão |
| N'Habola             | Portugal    | Transfert           | inconnu | inconnu                | inconnu   |
| João Fonseca         | Portugal    | Prêté (1 ans)       |         | Leixões SC             | I Divisão |

### Trophée Ramón de Carranza

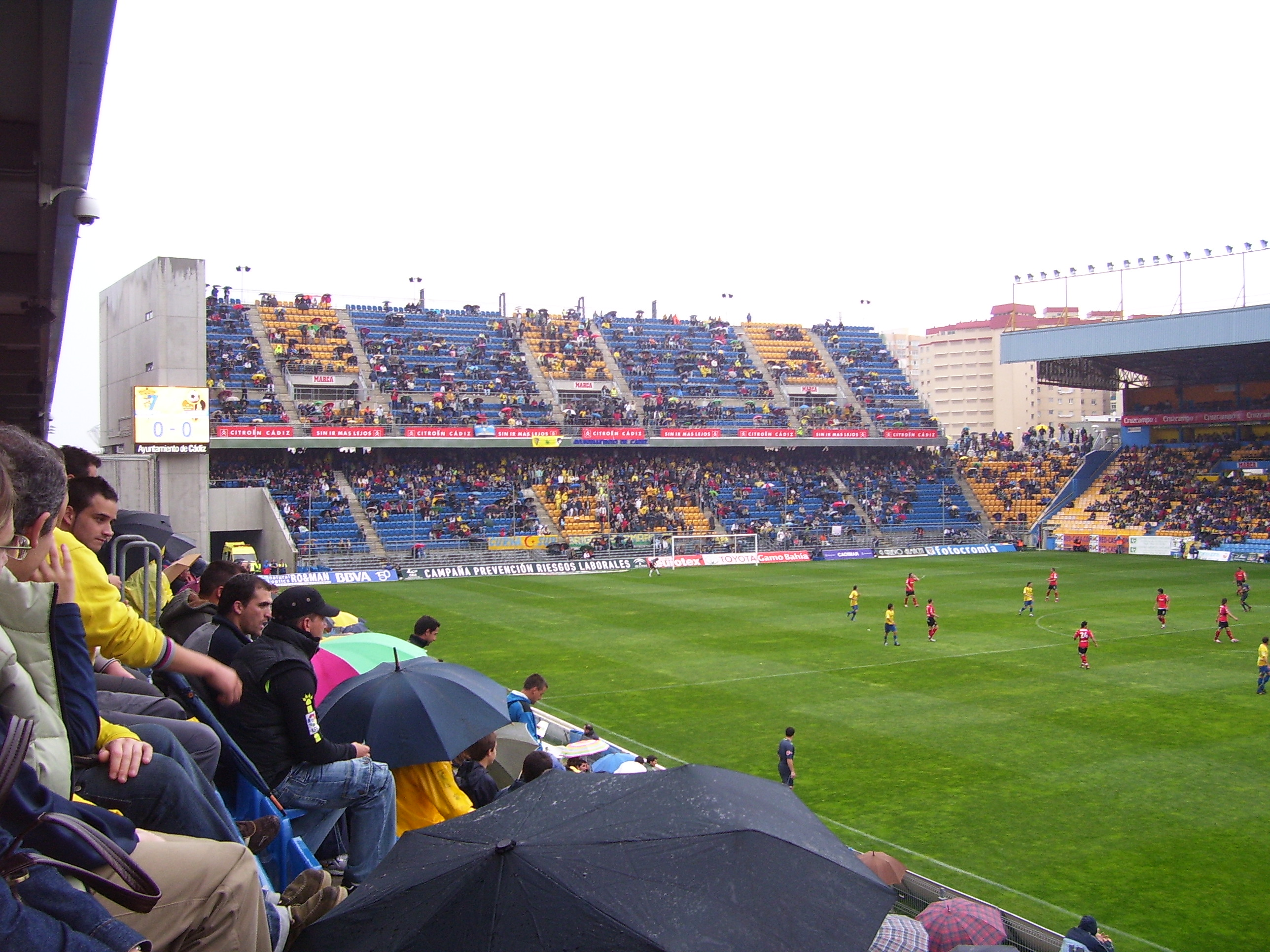
Le Stade Ramón de Carranza, qui a vu accueillir une nouvelle fois le Trophée Ramón de Carranza, le fief du Cádiz CF

Les Aigles du Benfica, participe au Trophée Ramón de Carranza, la 18e édition du tournoi organisé par l'équipe espagnole du Cádiz CF. Pour cette édition 1972 qui se déroule le 26 août les demi-finales, et la finale le 27 août. Les quatre équipes du tournoi sont, le Benfica Lisbonne, le tenant du titre de l'édition précédente, qui a notamment remporté déjà deux trophées et deux finales au compteurs. Les autres équipes sont le Botafogo représentant brésilien pour cette édition, le Bayern Munich représentant allemand et l'unique équipe espagnole pour cette édition l'Athletic Bilbao qui a déjà disputé deux finales dans les éditions précédentes.
Le tournoi commence, et les deux demi-finales se déroulent le 26 août, le Benfica Lisbonne affrontait l'équipe brésilienne de Botafogo. Le Benfica, ne s'est pas fait peur, à la conquête d'un troisième trophée, un de plus à leur palmarès, les Aigles remporte le match (3-0), en assurant une place en finale. Rui Jordão et Nené mettent le Benfica sur les bons rails avec un beau (2-0) à la mi-temps. Le troisième but est inscrit par un c.s.c. inscrit par Wendel à la 87e. Dans l'autre rencontre l'Athletic Bilbao s'est défait du Bayern Munich sur un score nul (0-0), aux tirs au but.
Le 27 août se disputait avant, le match pour la 3e place entre le Botafogo et le Bayern Munich. Victoire des brésiliens sur le score de (4-2) autour d'un match disputée. La finale se déroule après entre le Benfica et les basques de l'Athletic Bilbao, deux équipes déjà présentes dans les précédentes éditions. Ce sont les portugais qui prennent l'avantage dans ce match, une nouvelle fois Nené met le Benfica sur le bon chemin en inscrivant le (1-0) à la mi-temps. Les basques ne perdent pas espoir, un joueur y a cru, c'est Carlos Ruiz qui inscrit l'égalisation a la 82e. Grâce à lui, les basques parviennent à décrocher la prolongation, encore lui inscrit le but de la victoire à la 97e. Ainsi, le Benfica ne remportera pas de 3e Trophée Carranza, en laissant place au premier trophée à l'Athletic Bilbao.

## Championnat

### Premiers succès, victoire chez le rival, un début de rêve: journées 1 à 5

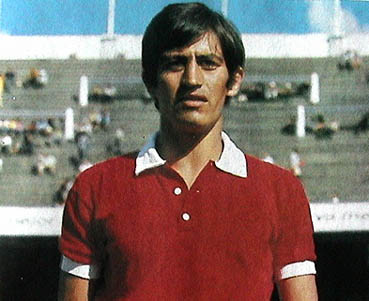
Héctor Yazalde, l'attaquant argentin vedette du Sporting, ne parvient pas a détrôner la victoire du Benfica lors de la 5e journée

La saison 1972-1973 du Benfica Lisbonne démarre le 10 septembre 1972 contre le club de Leixões, les Aigles voulant rééditer leur exploit de gagner le championnat la saison passée, vont tous miser pour la gagner une nouvelle fois cette saison en espérant à un 20e titre de champion. Le début de saison du club des Aigles ne passe pas inaperçu, leur début est marqué par une victoire (6-0) contre le modeste club de Matosinhos.
Cependant, Benfica fait forte impression, plus que son concurrent direct pour le titre, dès le début du championnat, en gagnant (3-1) sur le terrain de Boavista pour la deuxième journée.
La troisième journée est marquée par un score historique pour le Benfica, une victoire (9-0) contre le Beira-Mar.
Chaque journée, les Aigles déroulent en ramenant deux points de Coimbra grâce à une victoire (4-0), pour la 4e journée.
La cinquième journée, le 8 octobre 1972 se déroulait les deux plus grandes équipes du Portugal, aussi appelées « frères-ennemis », car à ce jour, ces deux clubs sont à 19 titres de champion pour le Benfica et 13 titres de champion pour le Sporting. À l'issue de cette journée le Benfica et le Sporting, ont la totalité de leurs points soit 8 points pris sur 8, lors des quatre premières rencontres de championnat. C'est le Benfica qui prend l'ascendant dans ce match, en gagnant (4-1) à l'ancien stade de la Luz, qui a pu accueillir jusqu'à 70 000 places depuis les années 1960, contre le Sporting.

### Une série impressionnante, une victoire à bout de souffle contre Porto: journées 6 à 9
Les journées du championnat défilent, et le Benfica assure sa grande série de victoires, en alignant une sixième victoire consécutive, sur le terrain du Barreirense sur un score lourd (3-0).
Pour la septième journée, le grand choc de cette journée, le Benfica recevait l'autre « grand » de Lisbonne, et ce match finit par une démonstration, une de plus pour le Glorioso, une victoire écrasante de (5-0) face à Belenenses. Les Aigles font fort dans leur début de Championnat, en éliminant match après match les principaux cadors du Championnat, les principales têtes d'affiches. Pendant la même journée, le Benfica creuse l'écart sur son poursuivant le Sporting qui n'a pas pu se départager que d'un (0-0) sur le terrain du CD Montijo. L'écart est désormais de trois points à l'issue de cette journée.
Les écarts se creusent entre la première place occupé par les Aigles et les Lions, le Benfica va décrocher une victoire à l'arraché, sur un déplacement très compliquée, une victoire à l'extérieur (1-0) sur le terrain du voisin le Vitória Setúbal. Les poursuivants n'arrivent pas à remonter la pente et perdent à domicile (0-1) contre Leixões, et laisse le Benfica seul en tête avec une avance confortable, avec 8 matchs et 8 victoires.
La neuvième journée restera une journée marquante pour le championnat du Portugal 1972-1973, le Benfica recevait le FC Porto à domicile, sans leur meilleur joueur Eusébio qui na pas disputer la rencontre. Les Aigles du Benfica débutent mal leur match en perdant (0-1) à la mi-temps grâce à un but de Abel à la 21e minute. Le score s’alourdit, et le club de Porto prend l'avantage par deux buts à zéro à la 69e minute. Par la suite, la détermination, la force des Aigles, se fait ressentir, cette équipe qui a déjà fait forte impression dès le début, en gagnant ses principaux adversaires voient le score remonter petit à petit (1-2) puis (2-2). La résurrection, le miracle se fait ressentir dans les derniers instants de la rencontre, grâce à un but de Humberto Coelho à la 90e minute, il en devient le héros de ce match, et conclut donc à une neuvième victoire en neuf matchs pour le Benfica Lisbonne, sous la douleur. Cette journée est notée par une nouvelle défaite du Sporting contre le Boavista (2-3), l'écart se creuse de plus en plus, et on ne voit pas qui peut arrêter le Benfica, équipe incontestablement la plus impressionnante et la plus forte depuis le début de ce championnat.

### Un Benfica imbattable à la course de la perfection, des poursuivants bien loin: journées 10 à 15

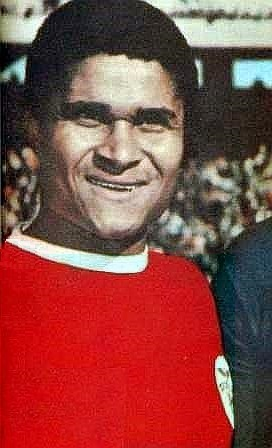
Eusébio, la star incontournable du Benfica, principal artisan du succès du Benfica sur la scène nationale et internationale

Une continuité de victoires qui ne s'arrête sans fin, la 10e journée, illustre encore une fois, une nouvelle victoire du Benfica, cette fois-ci à l'extérieur sur le terrain de l'União de Tomar sur le score de (2-0) à l'extérieur.
La 11e journée, le Benfica reçoit le club de Farense le match se termine sur un (3-0), une nouvelle victoire, la 11e en Championnat en 11 matchs soit un total de 22 points pris sur 22.
Cette journée est marquée par un dur déplacement des Aigles, c'est un match qui se termine a l'arrachée mais finalement le Benfica en termine une nouvelle fois vainqueur. L'équipe ramène les deux points à la maison, avec une victoire (2-1) sur le terrain du Vitória Guimarães. Le Benfica, reste leader de ce championnat, avec une avance considérable de six points sur le Belenenses.
Le match suivant, c'est le GD CUF qui reçoit les Aigles, qui ont remporté tout leur matchs jusqu'à présent. Une histoire sans fin, et encore une victoire de Benfica sur le score de (1-0) à l'extérieur.
La 14e journée s'annonce un petit derby lisboète entre deux clubs qui ont beaucoup d'histoire, d'une part le Benfica et de l'autre l'Atlético. Le Benfica y gagne une nouvelle fois (2-0), une saison historique jusqu'à présent, qui n'est pas près de se terminer.
La 15e journée arrive en milieu de la saison, le promu CD Montijo recevait le Benfica et une nouvelle fois le Benfica y remporte le match sur le plus petit des scores (1-0). La moitié du championnat se termine et on peut pas rêver mieux pour le club de Lisbonne. 15 matchs pour 15 victoires soit un total de 30 points pris sur 30. Il en faudra beaucoup pour détrôner les Aigles de leur première place qui ne l'ont plus quittée depuis la 1re journée.

### Une équipe en or, la victoire sur le terrain du Sporting: journées 16 à 20
La 16e journée se déroule le 31 décembre, le dernier jour de l'année 1972, où le Benfica reste invaincu, imbattable, avec que des victoires jusqu'à présent. L'équipe confirme son statut d'« équipe en or » en se déplaçant sur le terrain de Leixões, ce qui aboutit à une nouvelle raclée du Benfica qui gagne cette rencontre par (5-1).
La première rencontre de l'année 1973 dans le championnat portugais, c'est la 17e journée, la première journée de l'année 1973 dans le championnat portugais et la rencontre confirme toujours aussi bien le parcours de Benfica jusqu'à présent. Les Aigles recevaient pendant cette journée l'équipe de Boavista, qui reste quand même un gros morceau, mais le résultat finit une fois de plus par une raclée par 4 buts à 1.
Après un match aller historique, la 18e journée réunissait le club de Beira-Mar face au Benfica Lisbonne. Victoire (9-0) pour le Benfica à l'aller, ce match fut tendu, mais une nouvelle fois, ce sont les Aigles qui remportent cette rencontre à l'arraché. Une victoire (2-1), une victoire de plus à l'extérieur, au total c'est la 10e victoire à l'extérieur contre 8 à domicile, ce qui est tout simplement historique.
Les journées défilent, et la 19e journée se finit une fois de plus à l'arraché mais cela reste une victoire pour les Aigles, 19e rencontre de la saison, et 19e victoire pour les Aigles. La rencontre se déroulait à domicile, et le Benfica, une fois de plus, a déroulé le match, n'en a fait qu'une bouchée de l'équipe adverse, l'União de Coimbra par (6-1). C'est le 36e point pris sur 36.
La 20e journée constitue la revanche pour le Sporting, et une nouvelle occasion de montrer qui est le plus fort pour le Benfica. L'histoire se répète, et le Benfica continue sa saison historique ce résultat finit par une victoire de Benfica (2-1) sur le terrain du Sporting. Un Benfica, qui court droit au titre avec aucune défaite, aucun match nul, mais que des victoires. Le mystère reste, est-ce que le Benfica serait capable de finir la saison avec que des victoires ? En tout cas les Aigles finissent la 20e journée avec la totalité des points.

### À la course au titre, le premier match sans victoire pour le Benfica chez l'ennemi qui retarde le titre: journées 21 à 24
Le Benfica recevait le club de Barreirense au sein de la 21e journée, le Benfica avance et cours tout droit vers le titre. Une nouvelle victoire, compense l'équipe grâce à un beau (3-0) à domicile contre son adversaire du soir.
La 22e journée est décisive, même si le chemin est déjà tout tracé le second du classement recevait le premier à l'heure actuelle, le Benfica. Petit derby de Lisbonne, avec deux clubs qui ont deux passé, un au point de vue international (le Benfica) et de l'autre un grand personnage du football portugais à niveau national (le Belenenses). La rencontre s'est déroulée à l'extérieur pour les Aigles qui une nouvelle fois s'impose (2-0) contre le poursuivant le club de Belenenses. Le Benfica grimpe de plus en plus haut, s'approche de plus en près du titre.
Les journées s'alignent, et la 23e journée réunit une nouvelle fois une 23e victoire du Benfica. C'est tout simplement historique, sur ce match-là les Aigles remporte le match contre leurs voisins le Vitória de Setùbal (3-0). Le Benfica, appelé aussi le Glorioso (le glorieux : en français), se rapproche du titre qui est le 20e titre de champion du Portugal.
Un Benfica tranquille, en tentant de rééditer une nouvelle fois une victoire chez l'ennemi contre le FC Porto, mais cette fois-ci, le match reste à (2-2). Mais cela reste un très bon point pris par les hommes de Jimmy Hagan, cette fois-ci le match a eu pratiquement le même scénario que le match qui s'est disputée à Lisbonne contre cette même équipe. L'équipe de Benfica, gagnait (2-1) grâce à des buts de Nené à la 15e minute et Eusébio met la main à la patte en inscrivant le second but à la 57e. Un entraînement payant pour l'entraîneur du FC Porto, qui fait rentrer Flávio qui parvient à égaliser à la 86e, ainsi le Benfica ne remportera pas de 25e match consécutif, en 25 rencontres. Le Benfica Lisbonne, manque l'occasion en quelques minutes de prendre la victoire, et ainsi en retardant la prochaine journée pour remporter le titre de champion du Portugal.

### Le titre enfin récompensée, le deuxième match nul au sein d'une saison historique: journées 25 à 30
Peu après le match nul à Porto, le sacre chez l'ennemi raté, la 25e journée est marqué, évidemment un point manquait au Benfica pour être sacrée champion du Portugal. L'équipe phare, qui à dominer cette saison l'élite du football portugais. Du côté, un União de Tomar classée avant-dernier, qui vient chercher un résultat à Lisbonne pour essayer, durement de sauver sa place et se maintenir en première division, et de l'autre un Benfica qui vient chercher le point du titre. Le match se déroule et sans suspense, le Benfica s'impose 2 à 1 et est sacrée Champion du Portugal pour la 20e fois. Un point suffisait pour les Aigles pour être sacrée. Les poursuivants, par la même occasion n'ont pas fait durée le suspense, qui concèdent une défaite contre Leixões. Le titre était pratiquement déjà fait, c'est un sacre de Glorieux mais surtout sans suspense, qui ajoute une saison en or du Benfica.
Déjà sacrés champion, les lisboètes n'ont plus grand-chose à jouer en cette fin de saison à part de finir en grand, et cela passe pas inaperçu pendant cette 26e journée le Benfica, se déplaçait au Algarve, sur le terrain de Farense sur une victoire (5-0).
Le choc de cette journée, entre le Benfica et le Vitória Guimarães, et le résultat est encore plus surprenant. Cette fin de match se finit par une humiliation contre son adversaire, mais aussi une démonstration par le Benfica, une victoire (8-0) sévère contre le club du Minho.
La 28e journée opposait le Benfica contre le GD CUF, la fin de saison approche et c'est une nouvelle fois une victoire sur le score de (2-0) pour les Aigles.
L'avant dernière journée de la saison, ce disputait un petit derby de Lisbonne, entre l'Atlético et le Benfica. L'Atlético déjà assuré de ne pas pouvoir se maintenir en première division, avait cependant une chance de pouvoir encore se sauver en se sauvant grâce à la 14e place, mais la lutte elle est la avec les mêmes points que l'União de Coimbra, et un point d'avance contre l'União de Tomar. Cependant le match se finit sur un (0-0). Le Benfica concède le deuxième match nul de sa saison, avec que des victoires et de l'autre l'Atlético qui vient chercher un point important de pouvoir se sauver.
La dernière journée de la saison, ce disputait à domicile tout comme le match d'ouverture. Le Benfica recevait le CD Montijo qui a assuré le maintien pour la saison prochaine, et pour ce dernier match le Benfica à une nouvelle fois « manger » son adversaire sur le score de (6-0).

### Classement final et statistiques
La saison se termine et finalement, le Benfica termine 1er, en ayant remporté le 20e championnat du Portugal, cette saison reste historique car le club a marqué 101 buts au sein de la saison, invaincu à domicile 15 victoires en 15 rencontres. 13 victoires sur 15, avec deux matchs nuls à l'extérieur. Son principaux rival prétendu au titre, pour talonner le grand « Benfica », le Sporting se classe 5e en finissant la dernière journée sur une nouvelle défaite, ainsi le FC Porto chippe la 4e place aux Lions. C'est le troisième championnat remportée consécutif.
Le premier au classement, soit le vainqueur du championnat, le Benfica est automatiquement qualifié pour disputer la prochaine Coupe des clubs champions européens 1973-1974, en étant l'unique représentant du Portugal. Le deuxième et le troisième du championnat, soit le Belenenses et le Vitória Setúbal sont automatiquement qualifiés la saison prochaine pour disputer la Coupe UEFA 1973-1974. Le vainqueur de la Coupe du Portugal, le Sporting, à la suite de son titre en coupe, dispute la Coupe d'Europe des vainqueurs de coupe 1973-1974, en étant l'unique club portugais.
Extrait du classement du Championnat du Portugal 1972-1973
| Rang | Équipe          | Pts | J  | G  | N  | P | Bp  | Bc | Diff |
| --- | --------------- | --- | -- | -- | -- | - | --- | -- | ---- |
| 1 | Benfica         | 58  | 30 | 28 | 2  | 0 | 101 | 13 | +88  |
| 2 | Belenenses      | 40  | 30 | 14 | 12 | 4 | 53  | 30 | +23  |
| 3 | Vitória Setúbal | 38  | 30 | 16 | 6  | 8 | 65  | 26 | +39  |
| 4 | FC Porto        | 37  | 30 | 15 | 7  | 8 | 56  | 28 | +28  |
| 5 | Sporting        | 37  | 30 | 15 | 7  | 8 | 57  | 31 | +26  |
| - Champion et qualifié pour la Coupe des clubs champions européens 1973-1974 - Qualifié pour la Coupe d'Europe des vainqueurs de coupe 1973-1974 - Qualifié pour la Coupe UEFA 1973-1974 |                 |     |    |    |    |   |     |    |      |

## Coupe du Portugal
Automatiquement les seizièmes-de-finale débutent et le tenant du titre le Benfica, remet son titre en jeu. Les deux équipes entre en lice, le Belenenses et le Benfica. Le Benfica, prend le dessus sur son adversaire, même à l'extérieur que sa soit en championnat ou en coupe, le Benfica remporte une nouvelle fois sa rencontre contre l'autre club de Lisbonne par 4 buts à 2.
Les huitièmes-de-finale, approchent en quête d'un treizième trophée, après avoir remporté la coupe la saison dernière, le Benfica se déplaçait une nouvelle fois à l'extérieur contre l'équipe de Leixões. Cette fois-ci le match n'est pas aussi rose qu'en championnat, et cette fois-là le Benfica s'incline par deux buts à zéro. Le Benfica, le tenant du titre se voit contraint à l'élimination, en laissant place son adversaire qui se qualifie pour les quarts-de-finale.

## Coupe des clubs champions européens

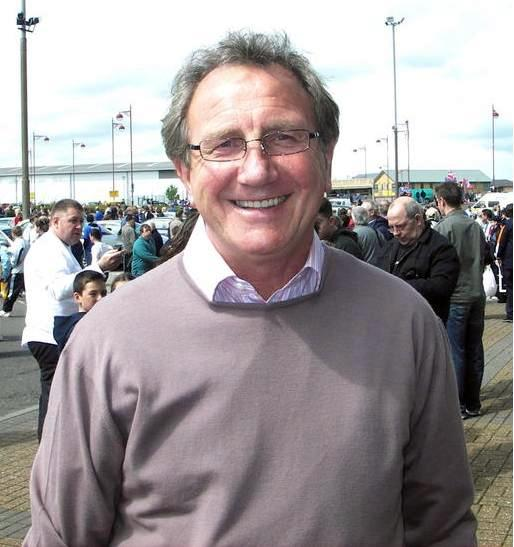
Roy McFarland ici en 2006, un des artisans du succès du Derby County, club surprise qui a barré la route du Benfica

Le 1er tour de la principale Coupe des clubs champions européens débute le 13 septembre 1972 comme toutes les affiches du premier tour. Les matchs aller commencent, le Benfica croise sur la route son premier adversaire, l'équipe suédoise de Malmö FF. Le match aller s'est disputé en Suède, et ce sont les suédois qui ont pris l'ascendant sur ce premier match avant le match retour à Lisbonne. Bo Larsson a permis a Malmö FF de prendre l'avantage sur cette première main, grâce à un but à la 11e minute.
Le match retour de ce premier tour se disputait, deux semaines après celui du match aller, les Suédois ont un court avantage de 1 à 0. L'objectif est de marquer et se mettre à l'abri pour l'équipe de Bo Larsson. Changement de situation, ce sont les Lisboètes qui prennent la main sur le premier tour, le Benfica gagne à la mi-temps par 3 buts à 0, Malmö doit absolument marquer s'il veut encore y croire malgré les buts de Rui Jordão a la 24e, de António Simões à la 29e, Eusébio inscrit le troisième but sur penalty à la 43e. La seconde mi-temps, les Aigles gardent la maitrise de la rencontre, et Eusébio une nouvelle fois plante une nouvelle fois pour le quatrième but. Les suédois réduisent la marque par Staffan Tapper sur penalty dans les ultimes minutes de la rencontre.
Changement d'ambiance pour le second tour, le Benfica qui s'opposait contre les Anglais de Derby County qui font leur grande première sur la scène européenne, car c'est la première fois que ce club joue les coupes européennes de toute leur histoire. Les Anglais frappent fort dans ce match aller le 25 octobre 1972, et d'entrée de jeu le Benfica est surpris, les deux premiers buts sont inscrits très vite par Roy McFarland à la 6e et Kevin Hector à la 8e. Les Anglais, gèrent leur avance et ménent pas deux mais trois zéro à la mi-temps grâce à un troisième but inscrit par John McGovern. Les portugais, n'arrivent pas a refaire leur retard, et le Glorioso finit le match sur une défaite lourde.
Beaucoup de pression pour le match retour de ce second tour, le surprenant Derby County qui a une grosse avance de trois buts d'écarts contre leurs adversaires du jour, malgré leur statut de favori le Benfica n'atteint pas les quarts-de-finale. Le match se termine sur un score nul de zéro à zéro, un gros exploit que font les Anglais. Ils obtiennent leur qualification pour les quarts de finale, par la même occasion le Benfica échoue au 2e tour.

## Joueurs et encadrement technique

### Statistiques individuelles
José Henrique, le gardien de but est l'unique joueur de l'effectif qui dispute l'ensemble des trente matchs officiels de la saison en championnat. Parmi les joueurs qui jouent le plus souvent sur le terrain, Adolfo Calisto et António Simões ne manque qu'un seul de tous les matchs de championnat,, tandis que Eusébio est absent seulement pendant deux rencontres de championnat.
Le meilleur buteur du club en championnat n'est autre que Eusébio qui inscrit 40 buts en 28 matchs. Il est suivi par Nené qui inscrit 12 buts en 28 matchs et de Artur Jorge qui inscrit 11 buts en 15 matchs.
| Championnat       | Championnat          | Championnat | Championnat | Championnat | Coupe du Portugal | Coupe du Portugal | Coupe clubs champions (C1) | Coupe clubs champions (C1) | Total     | Total     |
| Poste             | Nom                  | Pays        | Matchs      | Buts        | Matchs            | Buts              | Matchs                     | Buts                       | Matchs    | Buts      |
| ----------------- | -------------------- | ----------- | ----------- | ----------- | ----------------- | ----------------- | -------------------------- | -------------------------- | --------- | --------- |
| Gardien de but    | José Henrique        | Portugal    | 30          | - 13        | inconnu           | inconnu           | inconnu                    | inconnu                    | incomplet | incomplet |
| Gardien de but    | António Fidalgo      | Portugal    | 0           | 0           | inconnu           | inconnu           | inconnu                    | inconnu                    | incomplet | incomplet |
| Gardien de but    | Manuel Bento         | Portugal    | 0           | 0           | inconnu           | inconnu           | inconnu                    | inconnu                    | incomplet | incomplet |
| Défenseur         | António Bastos Lopes | Portugal    | 1           | 0           | inconnu           | inconnu           | inconnu                    | inconnu                    | incomplet | incomplet |
| Défenseur         | Artur Correia        | Portugal    | 8           | 0           | inconnu           | inconnu           | inconnu                    | inconnu                    | incomplet | incomplet |
| Défenseur         | Rui Rodrigues        | Portugal    | 16          | 0           | inconnu           | inconnu           | inconnu                    | inconnu                    | incomplet | incomplet |
| Défenseur         | Humberto Coelho      | Portugal    | 27          | 7           | inconnu           | inconnu           | inconnu                    | inconnu                    | incomplet | incomplet |
| Défenseur         | Adolfo Calisto       | Portugal    | 29          | 2           | inconnu           | inconnu           | inconnu                    | inconnu                    | incomplet | incomplet |
| Défenseur         | Malta da Silva       | Portugal    | 25          | 0           | inconnu           | inconnu           | inconnu                    | inconnu                    | incomplet | incomplet |
| Défenseur         | Messias Timula       | Portugal    | 16          | 0           | inconnu           | inconnu           | inconnu                    | inconnu                    | incomplet | incomplet |
| Milieu de terrain | Diamantino Costa     | Portugal    | 4           | 0           | inconnu           | inconnu           | inconnu                    | inconnu                    | incomplet | incomplet |
| Milieu de terrain | Augusto Matine       | Portugal    | 8           | 0           | inconnu           | inconnu           | inconnu                    | inconnu                    | incomplet | incomplet |
| Milieu de terrain | Toni                 | Portugal    | 28          | 3           | inconnu           | inconnu           | inconnu                    | inconnu                    | incomplet | incomplet |
| Milieu de terrain | Vítor Martins        | Portugal    | 22          | 4           | inconnu           | inconnu           | inconnu                    | inconnu                    | incomplet | incomplet |
| Milieu de terrain | António Simões       | Portugal    | 29          | 5           | inconnu           | inconnu           | inconnu                    | inconnu                    | incomplet | incomplet |
| Milieu de terrain | Jaime Graça          | Portugal    | 16          | 3           | inconnu           | inconnu           | inconnu                    | inconnu                    | incomplet | incomplet |
| Milieu de terrain | Shéu                 | Portugal    | 1           | 0           | inconnu           | inconnu           | inconnu                    | inconnu                    | incomplet | incomplet |
| Attaquant         | Vítor Baptista       | Portugal    | 14          | 6           | inconnu           | inconnu           | inconnu                    | inconnu                    | incomplet | incomplet |
| Attaquant         | Nené                 | Portugal    | 28          | 12          | inconnu           | inconnu           | inconnu                    | inconnu                    | incomplet | incomplet |
| Attaquant         | Rui Jordão           | Portugal    | 10          | 5           | inconnu           | inconnu           | inconnu                    | inconnu                    | incomplet | incomplet |
| Attaquant         | Artur Jorge          | Portugal    | 15          | 11          | inconnu           | inconnu           | inconnu                    | inconnu                    | incomplet | incomplet |
| Attaquant         | Eusébio              | Portugal    | 28          | 40          | inconnu           | inconnu           | inconnu                    | inconnu                    | incomplet | incomplet |
| Attaquant         | Nelinho              | Portugal    | 4           | 1           | inconnu           | inconnu           | inconnu                    | inconnu                    | incomplet | incomplet |

### Joueurs en sélection

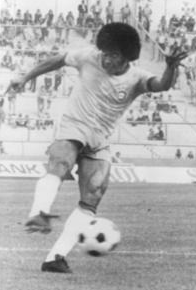
Jairzinho qui donne le but de la victoire pour le Brésil dans les ultimes minutes de la finale contre le Portugal

Durant cette saison la sélection du Portugal de football à compter de nombreux joueurs du Benfica Lisbonne. Le succès de toute une saison c'est ressenti avec de nombreux joueurs appelés en équipe nationale. Tout commence par la Coupe de l'Indépendance du Brésil ou de nombreux pays sont appelées, afin de célébrer le 150e anniversaire de l'indépendance du Brésil. Cette coupe est organisée entre le 11 juin et le 9 juillet 1972. Le Portugal est placée dans le groupe B, comme adversaire le Chili, l'Irlande, l'Équateur et la seule équipe asiatique du tournoi, l'Iran. Le match se finit une nouvelle fois par une démonstration, une victoire sans appel par trois buts à zéro.
Le premier match affiche l'Équateur contre le Portugal, une victoire sans appel pour la Seleção das Quinas par trois buts à zéro. Deux buts sont inscrits par des joueurs de Benfica, par Eusébio à la 36e minute. Nené inscrit le troisième but en fin de match. Après l'Équateur, le Portugal croise sur son chemin, la seule équipe asiatique du tournoi, l'Iran. C'est la deuxième victoire de suite pour le Portugal qui gagne, grâce à des buts de Eusébio et de Toni. La troisième rencontre du groupe B arrive, et oppose le Portugal face au Chili. Une nouvelle démonstration une de plus pour la place de qualification pour le tour final. Cette fois-ci le Portugal gagne par quatre à un, Humberto Coelho a mis la sélection sur les bons rail, avant que Eusébio finisse le Portugal sur des bons rails. L'ultime effort, avec le dernier match du groupe, une victoire est impérative pour le Portugal, avec une composition presque toute Benfiquista, et pari réussi, une nouvelle fois. Le Portugal gagne la rencontre contre les irlandais par deux buts à un. Nené est à l'auteur du second but qui donne droit à une place au tour final.
Le premier tour de qualifications est terminé, et le tour final débute. C'est l'Argentine que le Portugal croise sur sa route. Le Portugal avec un statut de outsider comme à chaque fois, gagne une nouvelle fois contre son concurrent direct. Deux buts sont inscrits par des joueurs du Benfica, trois au total. Ce sont Adolfo Calisto et Eusébio une nouvelle fois, qui font vibrer le Portugal pour le 150e anniversaire de l'Indépendance du Brésil. La seconde rencontre opposait l'Uruguay une autre équipe sud-américaine sur la route. Cette fois le Portugal n'en ressort pas vainqueur, mais obtient quand même un point, le point du match nul. La dernière rencontre du tour final, approche et c'est un match décisif pour la place de finaliste contre le pays organisateur, le Brésil qui en sort lui aussi premier de sa poule. Et c'est chose faite, le Portugal remporte le match contre l'URSS, au cours d'un match difficile grâce à un but de Rui Jordão à la 47e minute.
La finale approche, et pour cet anniversaire le pays organisateur le Brésil, s'opposait à un autre pays lusophone le Portugal. Le Portugal, équipe surprise de ce tournoi parvient à faire jeu égal avec les brésiliens. C'est Jairzinho qui départage le Brésil dans les dernières minutes du match. La sélection portugaise aura tenu jusqu'au bout avant de céder dans les ultimes minutes de la rencontre.
Après cette énorme performance du Portugal pendant cet anniversaire, le Portugal revient en Europe, et revient pour un match amical important. La France prend l’avantage dans ce match amical, avant que Eusébio égalise et donne lui-même la victoire pour le Portugal.
Après ces belles performances place au sérieux. Place aux Tours préliminaires à la Coupe du monde de 1974, avec des compositions quasi avec des joueurs de Benfica, le Portugal recevait l'Irlande du Nord et la Bulgarie. Cette fois-ci ce ne sont pas les honneurs pour les portugais, Eusébio la principale star de la sélection comme au Benfica, sauve les meubles en fin de match sur penalty a la 84 min en marquant le but de l'égalisation. Le match contre la Bulgarie fait un peu mal, pour les espérances de qualifications du Portugal pour la prochaine coupe du monde qui arrive. L'équipe s'incline deux buts à un malgré un but de Nené a la 74 min qui na rien changer.
Le principal succès de toute une saison avec le Benfica, est celle de la place de finaliste de la Coupe de l'Indépendance du Brésil, malheureusement qui n'a pas brillé en phases de qualifications pour la Coupe du monde de 1974. Cela reste une des meilleures performances à cette époque-ci de tout un pays, tout comme une des plus belles performances d'un club au sein national. La sélection a notamment compté une présence de sept à onze joueurs du Benfica par match, dont le plus connu de tous, le grand Eusébio. Au total treize joueurs du Benfica ont été sélectionnés avec l'équipe du Portugal cette saison.
| Joueurs         | Position  |        |        |        |        |        |        |        |        |        |        |        |
| José Henrique   | Gardien   | 90 min | 90 min | 90 min | 45e    | 90 min | 90 min | 90 min | 90 min | 90 min | 90 min | 90 min |
| Adolfo Calisto  | Défenseur | 90 min | 90 min | 60e    | 90 min | 90e    | 90 min | 90 min | 90 min | 90 min | 90 min | 90 min |
| Humberto Coelho | Défenseur | 90 min | 90 min | 90e    | 90 min | 90 min | 90 min | 90 min | 90 min | 10e    |        | 90 min |
| Artur Correia   | Défenseur |        | 90 min | 90 min | 90 min |        |        | 60e    | 90 min | 90 min | 90 min | 90 min |
| Messias Timula  | Défenseur |        |        | 90 min | 90 min | 90 min | 90 min | 90 min | 90 min |        |        |        |
| Jaime Graça     | Milieu    | 60e    | 60e    | 60e    | 90 min |        | 90 min | 90 min | 90 min |        |        |        |
| Toni            | Milieu    | 90 min | 90e    | 90 min | 90 min | 90 min | 90 min | 90 min | 90 min | 90 min |        | 90 min |
| Augusto Matine  | Milieu    | 60e    | 90 min |        | 90 min |        |        |        |        |        | 90 min |        |
| António Simões  | Milieu    |        |        |        |        |        |        |        |        | 10e    | 90 min | 90 min |
| Eusébio         | Attaquant | 90e    | 90e    | 90e    | 90 min | 90e    | 90 min | 60e    | 90 min | 90e    | 90e    | 90 min |
| Rui Jordão      | Attaquant | 90 min | 60e    | 90 min |        | 90 min | 90 min | 90e    | 60e    |        |        |        |
| Artur Jorge     | Attaquant | 90 min | 60e    |        | 90 min | 90 min | 90 min | 90 min | 60e    | 65e    |        | 90 min |
| Nené            | Attaquant | 60e    | 90 min | 70e    | 90e    |        | 60e    | 60e    |        | 81e    | 90 min | 54e    |

## Classement UEFA
Le Benfica Lisbonne se classe comme la dixième meilleure équipe européenne à l'issue de la saison 1972-1973. Ces mauvaises performances européennes sont dues, en échouant contre le club surprise de cette saison, le Derby County au second tour. La saison dernière le Benfica s'est issue sur la dernière marche du podium, en se classant 3e. Cette saison le Benfica, est reléguée à la dixième place.
Il se classe comme le meilleur club portugais de cette saison, juste devant l'autre club portugais, le Vitória Setúbal qui a lui aussi baissé de quatre places par rapport à la saison précédente.
Ce classement  marque également une très mauvaise notation de 0.7500 à l'issue de son élimination au second tour de coupe d'Europe. C'est l'Ajax Amsterdam qui est élu meilleur club européen de cette saison, en prenant la place à Leeds United, premier du classement UEFA des clubs en 1972.
| Rang 1973 | Évolution | Club             | Coefficient 1968-69 | Coefficient 1969-70 | Coefficient 1970-71 | Coefficient 1971-72 | Coefficient 1972-73 | Total |
| --------- | --------- | ---------------- | ------------------- | ------------------- | ------------------- | ------------------- | ------------------- | ----- |
| 8         | +1        | AC Milan         | 1.7140              | 1.5000              | –                   | 1.4000              | 2.1110              | 6.725 |
| 9         | +4        | Liverpool        | 1.0000              | 1.5000              | 1.6000              | 0.7500              | 1.7500              | 6.600 |
| 10        | -7        | Benfica Lisbonne | 1.5000              | 1.5000              | 1.2500              | 1.5000              | 0.7500              | 6.500 |
| 11        | -4        | Vitória Setúbal  | 1.6250              | 1.1660              | 1.2500              | 1.1660              | 1.1250              | 6.332 |
| 12        | +9        | Spartak Trnava   | 1.6250              | 1.2500              | 0.6660              | 1.0000              | 1.7500              | 6.291 |

## Maillots
Le maillot domicile des Aigles portent l'habituel tunique de Benfica, plein de rouge avec un short blanc. Sur le côté du maillot porte les armoiries du Portugal, qui représente le vainqueur du championnat l'an passée. La tunique du maillot extérieur reste encore à ce jour inconnu.
| Maillot domicile |

## Autres équipes

### Équipe des U 21
Une sélection de moins de 21 ans, a lieu, le Benfica Lisbonne participe au Tournoi de Viareggio, la 25e édition du tournoi. Ce tournoi est spécialement réservé aux équipes de jeunes issus des centres de formations des équipes engagées dans le tournoi. Ce tournoi a lieu à Viareggio dans la province de Lucques, en Toscane.
Pour cette 24e édition, l'unique représentant du Portugal le Benfica Lisbonne fait son entrée en lice aux huitièmes de finale, comme seize autres équipes dont huit équipes italiennes. Grand habitué depuis de nombreuses éditions sans avoir remporté le moindre trophée, le Benfica hérite du SSC Naples, qui quant à lui a déjà été deux fois finaliste dans le passée. La rencontre se dispute en deux matchs, pour le premier match ce sont les Napolitains qui prennent l'avantage sur le Benfica. Le Glorioso s'incline par deux buts à zéro. Le second match se dispute, le Benfica essaye de revenir, sans y arriver le match se finit par un match nul un à un.
Le Benfica ne reviendra pas sur son adversaire et voit son équipe éliminée à sa première rencontre, aux huitièmes-de-finale. L'équipe de Naples, se voit se qualifier pour les quarts-de-finale pour la 24e édition du Tournoi de Viareggio.

### Juniors
L'équipe junior du Benfica Lisbonne, remet son titre en jeu pour cette saison. Après avoir remporté son 14e titre de champion du Portugal junior. À la fin de la saison, c'est son principal ennemi le FC Porto qui remporte le titre de champion du Portugal junior, pour la cinquième fois de leur histoire.